# Sainte-Marie-à-Py
Sainte-Marie-à-Py ist eine französische Gemeinde mit 195 Einwohnern (Stand 1. Januar 2022) im Département Marne in der Region Grand Est im Arrondissement Châlons-en-Champagne im Kanton Argonne Suippe et Vesle.

## Geographie
Die Gemeinde Sainte-Marie-à-Py liegt am Flüssvhen Py in der Champagne sèche, etwa 34 Kilometer östlich von Reims.

## Geschichte

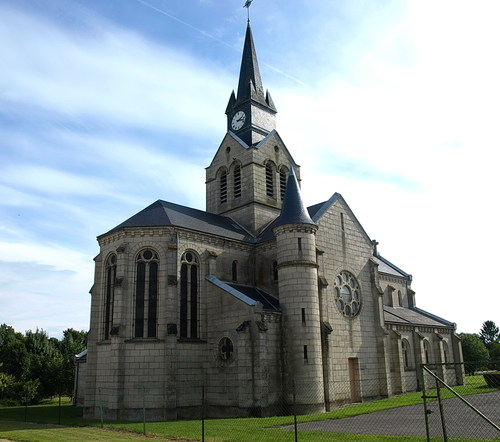
Kirche Notre Dame

Während des Ersten Weltkriegs lag das Dorf im Kampfgebiet der Westfront und wurde stark zerstört.  Anfang September 1914 wurde die Region durch die deutsche 3. Armee besetzt. Nach der Schlacht an der Marne zogen sich die deutschen Truppen wieder über die Marne nach Norden zurück. Ab dem 13. September 1914 legten sie südlich des Orts Stellungen an. Es kam zu heftigen Stellungskämpfen. Der Ort diente als deutscher Nachschub-Stützpunkt. Hier befand sich auch ein Lazarett. Verstorbene Soldaten wurden auf dem Friedhof der Gemeinde beigesetzt. Erst Anfang Oktober 1918 wurde Sainte-Marie-à-Py wieder von französischen Truppen eingenommen.
An die Kämpfe erinnert das 1923/24 östlich des Orts errichtete Monument Aux Morts des Armées de Champagne. Die zerstörte Kirche des Dorfes wurde 1927 wiederaufgebaut.

### Bevölkerungsentwicklung
| Jahr                       | 1962 | 1968 | 1975 | 1982 | 1990 | 1999 | 2005 | 2010 | 2018 |
| -------------------------- | ---- | ---- | ---- | ---- | ---- | ---- | ---- | ---- | ---- |
| Einwohner                  | 291  | 271  | 242  | 243  | 213  | 214  | 202  | 193  | 197  |
| Quellen: Cassini und INSEE |      |      |      |      |      |      |      |      |      |